# Heligmonevra ladakhensis
Heligmonevra ladakhensis là một loài ruồi trong họ Asilidae. Heligmonevra ladakhensis được Joseph & Parui miêu tả năm 1987. Loài này phân bố ở miền Ấn Độ - Mã Lai.